# Alchemilla ciminensis
Alchemilla ciminensis är en rosväxtart som beskrevs av B. Pawl.. Alchemilla ciminensis ingår i släktet daggkåpor, och familjen rosväxter. Inga underarter finns listade i Catalogue of Life.